# Social udstødelse
|  | For alternative betydninger, se Udstødningssystem og Eksklusion. |
 Der er for få eller ingen kildehenvisninger i denne artikel, hvilket er et problem. Du kan hjælpe ved at angive troværdige kilder til de påstande, som fremføres i artiklen.

Social udstødelse eller udstødelse vil sige udstødning i forhold til en eller flere af de grupper, man tilhører, og det er en af de hårdeste sanktioner, et menneske kan opleve. Alle har brug for anerkendelse, venskab samt en følelse af at være en del af et fællesskab. Ja det er endda af betydning for ens fysiske og psykiske sundhedstilstand.
Bliver man udstødt af gruppen, er man i stedet udsat for dens umedfølende hån og foragt. Man har ingen at betro sig til, ingen til at sludre og pjatte med, og ingen til at trøste én i tilfælde af modgang.
Den vigtigste gruppe, man tilhører, er sædvanligvis den nærmeste familie, i nogle kulturer den udvidede slægtsfamilie, og derfor er eventuel udstødning fra denne gruppe noget af det mest traumatiske, man kan opleve, men også udstødning i skolen eller på arbejdspladsen kan være slem for de, den rammer. En følelse af ensomhed og forladthed, måske kulminerende i bittert had mod alt og alle, er i alle tilfælde en sikker konsekvens.